# Herb Neustadt (Hessen)

Herb Neustadt (Hessen)

Herb Neustadt  stanowi w polu niebieskim siedząca na białym koniu postać świętego Marcina prawą ręką przecinającego swój złoty płaszcz. Koń stoi w heraldycznie prawą stronę, święty Marcin w niebieskiej zbroi odwraca się w stronę lewą. Pod koniem klęczy na ziemi na prawym kolanie, zwrócony w lewą stronę, półnagi żebrak z wyciągniętymi w górę rękoma. Głowę świętego otacza złoty nimb. Ponad głową konia koło drewniane z sześcioma szprychami.
Koło nawiązuje do dawnej zależności miasta od władców Moguncji.